# Међународни дан борбе против природних катастрофа
Међународни дан борбе против природних катастрофа се обележава сваког 11. октобра са циљем подизања свести о одржавању природне средине и очувању природних ресурса.

## Историјат
Иницијатива обележавања Међународног дана борбе против природних катастрофа је започета 1989. године након позива Генералне скупштине Уједињених нација за обележавање овог дана као начина да се промовише култура свести о ризицима и смањења ризика која укључује превенцију катастрофа, ублажавање и спремност за реаговање. Године 2021. је, у Шестој београдској гимназији, обележен приказивањем филма Како дише планета.